# Alpes Maritimae
Alpes Maritimae was in de oudheid een Romeinse provincie. Het was een van de drie miniprovincies in de Alpen: de andere twee waren Alpes Cottiae (in het midden) en Alpes Poeninae (in het noorden), gelegen tussen Gallia Narbonensis en Italia.
De provincie werd in het jaar 14 gesticht door Augustus. Haar hoofdstad was Cemenelum, nu de buurt Cimiez in Nice.
Tot 63 n.Chr. werd de provincie bestuurd door een prefect uit de ridderstand. Hierna werd het een keizerlijke provincie, bestuurd door een door de keizer benoemde procurator. Onder Diocletianus werd de provincie uitgebreid met delen van Gallia Narbonensis en Alpes Cottiae en ingedeeld onder het diocees Viennensis. De hoofdstad verhuisde van Cimiez naar Embrun, een grote Gallo-Romeinse stad in de Alpen.
De provincie was van strategisch belang omdat ze op de Via Julia Augusta lag, een belangrijke doorgangsroute tussen de provincie Gallia Narbonensis en Italia.